# CONCACAF Gold Cup 2021/Gruppe D
| Pl. | Land     | Sp. | S | U | N | Tore    | Diff. | Punkte |
| --- | -------- | --- | - | - | - | ------- | ----- | ------ |
| 1.  | Katar    | 3   | 2 | 1 | 0 | 009:300 | +6    | 07     |
| 2.  | Honduras | 3   | 2 | 0 | 1 | 007:400 | +3    | 06     |
| 3.  | Panama   | 3   | 1 | 1 | 1 | 008:700 | +1    | 04     |
| 4.  | Grenada  | 3   | 0 | 0 | 3 | 001:110 | −10   | 0      |

Die Gruppe D des CONCACAF Gold Cups 2021 war eine der vier Gruppen des Turniers. Die ersten beiden Spiele wurden am 13. Juli 2021 ausgetragen, der letzte Spieltag fand am 20. Juli 2021 statt. Die Gruppe bestand aus den Nationalmannschaften aus Honduras, Panama, Grenada und Katar.

## Katar – Panama 3:3 (0:0)
| Katar                                                                      | Katar | Panama | Panama |
| -------------------------------------------------------------------------- | --- | --- | ------ |
| Katar                                                                      | \| 1. Spieltag \| \| 13. Juli 2021 um 19:50 Uhr (14. Juli, 2:50 MESZ) in Houston (BBVA Stadium) \| \| Zuschauer: 10.625 \| \| Schiedsrichter: César Arturo Ramos ( Mexiko) \| \| Spielbericht \| | \| 1. Spieltag \| \| 13. Juli 2021 um 19:50 Uhr (14. Juli, 2:50 MESZ) in Houston (BBVA Stadium) \| \| Zuschauer: 10.625 \| \| Schiedsrichter: César Arturo Ramos ( Mexiko) \| \| Spielbericht \| | Panama |
| Katar                                                                      | Meshaal Barsham – Ró-Ró (90. Musab Kheder), Bassam al-Rawi, Boualem Khoukhi, Abdelkarim Hassan, Homam Ahmed – Hassan al-Haydos (79. Abdullah al-Ahrak), Karim Boudiaf, Abdulaziz Hatem (90.+6' Mohammed Waad) – Almoez Abdulla (79. Mohammed Muntari), Akram Afif Cheftrainer: Félix Sánchez ( Spanien) | Luis Mejía – Francisco Palacios, Hárold Cummings , Richard Peralta, Éric Davis – Adalberto Carrasquilla, Armando Cooper (71. Abdiel Ayarza) – Alberto Quintero, Edgar Bárcenas, José Luis Rodríguez (85. César Yanis) – Rolando Blackburn (80. José Fajardo) Cheftrainer: Thomas Christiansen ( Dänemark) | Panama |
| Katar                                                                      | 1:0 Afif (48.) 2:1 Abdulla (53.) 3:2 al-Haydos (63., Foulelfmeter) | 1:1 Blackburn (51.) 2:2 Blackburn (58.) 3:3 Davis (79., Foulelfmeter) | Panama |
| Katar                                                                      | Afif (90.) | | Panama |
| Katar                                                                      | Spieler des Spiels: Rolando Blackburn (Panama) | | Panama |
| 1. Spieltag                                                                | | |        |
| 13. Juli 2021 um 19:50 Uhr (14. Juli, 2:50 MESZ) in Houston (BBVA Stadium) | | |        |
| Zuschauer: 10.625                                                          | | |        |
| Schiedsrichter: César Arturo Ramos ( Mexiko)                               | | |        |
| Spielbericht                                                               | | |        |

## Honduras – Grenada 4:0 (1:0)
| Honduras                                                                   | Honduras | Grenada | Grenada |
| -------------------------------------------------------------------------- | --- | --- | ------- |
| Honduras                                                                   | \| 1. Spieltag \| \| 13. Juli 2021 um 22:20 Uhr (14. Juli, 5:20 MESZ) in Houston (BBVA Stadium) \| \| Zuschauer: 10.625 \| \| Schiedsrichter: Fernando Guerrero ( Mexiko) \| \| Spielbericht \| | \| 1. Spieltag \| \| 13. Juli 2021 um 22:20 Uhr (14. Juli, 5:20 MESZ) in Houston (BBVA Stadium) \| \| Zuschauer: 10.625 \| \| Schiedsrichter: Fernando Guerrero ( Mexiko) \| \| Spielbericht \| | Grenada |
| Honduras                                                                   | Luis López – Félix Crisanto, Kevin Álvarez, Maynor Figueroa , Diego Rodríguez (79. Johnny Leverón) – Boniek García (79. Bryan Acosta), Deybi Flores – Walter Martínez (63. Alberth Elis), Alexander López, Edwin Solano (80. Jhow Benavídez) – Jerry Bengtson (63. Romell Quioto) Cheftrainer: Fabián Coito ( Uruguay) | Reice Charles-Cook – Benjamin Ettienne (80. Kwazim Theodore), Omar Beckles, Aaron Pierre (60. Alexander McQueen), Tyrone Sterling – Jacob Berkeley-Agyepong (72. Romar Frank), A. J. Paterson, Shavon John-Brown, Oliver Norburn, Regan Charles-Cook (72. Saydrel Lewis) – Jamal Charles (60. Dejon Noel-Williams) Cheftrainer: Michael Findlay ( Kanada) | Grenada |
| Honduras                                                                   | 1:0 Bengtson (28.) 2:0 Solano (52.) 3:0 Leverón (85.) 4:0 Quioto (87.) | | Grenada |
| Honduras                                                                   | Spieler des Spiels: Deybi Flores (Honduras) | | Grenada |
| 1. Spieltag                                                                | | |         |
| 13. Juli 2021 um 22:20 Uhr (14. Juli, 5:20 MESZ) in Houston (BBVA Stadium) | | |         |
| Zuschauer: 10.625                                                          | | |         |
| Schiedsrichter: Fernando Guerrero ( Mexiko)                                | | |         |
| Spielbericht                                                               | | |         |

## Grenada – Katar 0:4 (0:3)
| Grenada                                                                    | Grenada | Katar | Katar |
| -------------------------------------------------------------------------- | --- | --- | ----- |
| Grenada                                                                    | \| 2. Spieltag \| \| 17. Juli 2021 um 18:30 Uhr (18. Juli, 1:30 MESZ) in Houston (BBVA Stadium) \| \| Schiedsrichter: Armando Villarreal ( USA) \| \| Spielbericht \| | \| 2. Spieltag \| \| 17. Juli 2021 um 18:30 Uhr (18. Juli, 1:30 MESZ) in Houston (BBVA Stadium) \| \| Schiedsrichter: Armando Villarreal ( USA) \| \| Spielbericht \| | Katar |
| Grenada                                                                    | Jason Belfon – Benjamin Ettienne, Omar Beckles, Aaron Pierre , Tyrone Sterling – Oliver Norburn (75. Alexander McQueen), A. J. Paterson – Jacob Berkeley-Agyepong (79. Jamal Charles), Shavon John-Brown (75. Romar Frank), Regan Charles-Cook (75. Saydrel Lewis) – Dejon Noel-Williams (46. Ricky German) Cheftrainer: Michael Findlay ( Kanada) | Meshaal Barsham – Tarek Salman, Boualem Khoukhi (41. Bassam al-Rawi), Abdelkarim Hassan – Ró-Ró, Abdulaziz Hatem (72. Hassan al-Haydos), Karim Boudiaf (59. Assim Madibo), Akram Afif, Homam Ahmed – Mohammed Muntari (60. Ahmed Alaaeldin), Almoez Abdulla (73. Abdullah al-Ahrak) Cheftrainer: Félix Sánchez ( Spanien) | Katar |
| Grenada                                                                    | 0:1 Hatem (11.) 0:2 Afif (22.) 0:3 Muntari (36.) 0:4 Abdulla (46.) | | Katar |
| Grenada                                                                    | Pierre (31.), German (67.) | | Katar |
| Grenada                                                                    | Spieler des Spiels: Akram Afif (Katar) | | Katar |
| 2. Spieltag                                                                | | |       |
| 17. Juli 2021 um 18:30 Uhr (18. Juli, 1:30 MESZ) in Houston (BBVA Stadium) | | |       |
| Schiedsrichter: Armando Villarreal ( USA)                                  | | |       |
| Spielbericht                                                               | | |       |

## Panama – Honduras 2:3 (2:1)
| Panama                                                                     | Panama | Honduras | Honduras |
| -------------------------------------------------------------------------- | --- | --- | -------- |
| Panama                                                                     | \| 2. Spieltag \| \| 17. Juli 2021 um 20:30 Uhr (18. Juli, 3:30 MESZ) in Houston (BBVA Stadium) \| \| Schiedsrichter: Bakary Gassama ( Gambia) \| \| Spielbericht \| | \| 2. Spieltag \| \| 17. Juli 2021 um 20:30 Uhr (18. Juli, 3:30 MESZ) in Houston (BBVA Stadium) \| \| Schiedsrichter: Bakary Gassama ( Gambia) \| \| Spielbericht \| | Honduras |
| Panama                                                                     | Luis Mejía – Francisco Palacios, Hárold Cummings (35. Adolfo Machado), Roderick Miller (67. Richard Peralta), Éric Davis – Edgar Bárcenas, Adalberto Carrasquilla, Armando Cooper, César Yanis (67. José Luis Rodríguez) – Rolando Blackburn (62. José Fajardo), Alberto Quintero (62. Abdiel Ayarza) Cheftrainer: Thomas Christiansen ( Dänemark) | Luis López – Félix Crisanto, Kevin Álvarez, Maynor Figueroa , Diego Rodríguez (90.+4' Franklin Flores) – Deybi Flores, Boniek García (46. Johnny Leverón), Bryan Acosta – Alberth Elis (46. Jhow Benavídez), Alexander López (84. Juan Delgado), Romell Quioto (71. Jerry Bengtson) Cheftrainer: Fabián Coito ( Uruguay) | Honduras |
| Panama                                                                     | 1:1 Davis (32., Handelfmeter) 2:1 Yanis (45.+1') | 0:1 Quioto (21.) 2:2 A. López (61.) 2:3 Quioto (65.) | Honduras |
| Panama                                                                     | Palacios (13.), Miller (54.), Carrasquilla (83.) | Figueroa (17.), Crisanto (90.+2') | Honduras |
| Panama                                                                     | Spieler des Spiels: Romell Quioto (Honduras) | | Honduras |
| 2. Spieltag                                                                | | |          |
| 17. Juli 2021 um 20:30 Uhr (18. Juli, 3:30 MESZ) in Houston (BBVA Stadium) | | |          |
| Schiedsrichter: Bakary Gassama ( Gambia)                                   | | |          |
| Spielbericht                                                               | | |          |

## Honduras – Katar 0:2 (0:1)
| Honduras                                                                   | Honduras | Katar | Katar |
| -------------------------------------------------------------------------- | --- | --- | ----- |
| Honduras                                                                   | \| 3. Spieltag \| \| 20. Juli 2021 um 20:00 Uhr (21. Juli, 3:00 MESZ) in Houston (BBVA Stadium) \| \| Schiedsrichter: Jair Marrufo ( USA) \| \| Spielbericht \| | \| 3. Spieltag \| \| 20. Juli 2021 um 20:00 Uhr (21. Juli, 3:00 MESZ) in Houston (BBVA Stadium) \| \| Schiedsrichter: Jair Marrufo ( USA) \| \| Spielbericht \| | Katar |
| Honduras                                                                   | Luis López – Félix Crisanto (61. Marcelo Santos), Kevin Álvarez, Maynor Figueroa (45.+1' Marcelo Pereira), Johnny Leverón – Deybi Flores, Bryan Acosta (61. Boniek García) – Jhow Benavídez, Alexander López, Diego Rodríguez (61. Juan Delgado) – Romell Quioto (26. Jerry Bengtson) Cheftrainer: Fabián Coito ( Uruguay) | Meshaal Barsham – Ró-Ró, Bassam al-Rawi, Boualem Khoukhi, Abdelkarim Hassan, Homam Ahmed – Hassan al-Haydos (69. Abdullah al-Ahrak), Karim Boudiaf (83. Assim Madibo), Abdulaziz Hatem – Akram Afif (88. Ahmed Alaaeldin), Almoez Abdulla (69. Mohammed Muntari) Cheftrainer: Félix Sánchez ( Spanien) | Katar |
| Honduras                                                                   | 0:1 Ahmed (25.) 0:2 Hatem (90.+4') | | Katar |
| Honduras                                                                   | Bengtson (30.) | | Katar |
| Honduras                                                                   | Spieler des Spiels: Luis López (Honduras) | | Katar |
| 3. Spieltag                                                                | | |       |
| 20. Juli 2021 um 20:00 Uhr (21. Juli, 3:00 MESZ) in Houston (BBVA Stadium) | | |       |
| Schiedsrichter: Jair Marrufo ( USA)                                        | | |       |
| Spielbericht                                                               | | |       |

## Panama – Grenada 3:1 (2:0)
| Panama                                                                         | Panama | Grenada | Grenada |
| ------------------------------------------------------------------------------ | --- | --- | ------- |
| Panama                                                                         | \| 3. Spieltag \| \| 20. Juli 2021 um 21:00 Uhr (21. Juli, 3:00 MESZ) in Orlando (Exploria Stadium) \| \| Schiedsrichter: César Arturo Ramos ( Mexiko) \| \| Spielbericht \| | \| 3. Spieltag \| \| 20. Juli 2021 um 21:00 Uhr (21. Juli, 3:00 MESZ) in Orlando (Exploria Stadium) \| \| Schiedsrichter: César Arturo Ramos ( Mexiko) \| \| Spielbericht \| | Grenada |
| Panama                                                                         | José Calderón – Omar Córdoba, Adolfo Machado , Roderick Miller, Richard Peralta – Abdiel Ayarza (46. Miguel Camargo), Adalberto Carrasquilla (69. Víctor Griffith) – Alberto Quintero (69. Jorman Aguilar), César Yanis (46. Edgar Bárcenas), José Luis Rodríguez (73. Rolando Blackburn) – Gabriel Torres Cheftrainer: Thomas Christiansen ( Dänemark) | Reice Charles-Cook – Tyrone Sterling (24. Benjamin Ettienne), Omar Beckles, Aaron Pierre , A. J. Paterson – Oliver Norburn, Alexander McQueen (57. Kwazim Theodore) – Shavon John-Brown, Jacob Berkeley-Agyepong (56. Jamal Charles), Regan Charles-Cook (57. Romar Frank) – Saydrel Lewis (46. Dejon Noel-Williams) Cheftrainer: Michael Findlay ( Kanada) | Grenada |
| Panama                                                                         | 1:0 Quintero (7.) 2:0 Rodríguez (27.) 3:0 Rodríguez (64.) | 3:1 Frank (76.) | Grenada |
| Panama                                                                         | Norburn (26.), Ettienne (30.) | | Grenada |
| Panama                                                                         | Spieler des Spiels: José Luis Rodríguez (Panama) | | Grenada |
| 3. Spieltag                                                                    | | |         |
| 20. Juli 2021 um 21:00 Uhr (21. Juli, 3:00 MESZ) in Orlando (Exploria Stadium) | | |         |
| Schiedsrichter: César Arturo Ramos ( Mexiko)                                   | | |         |
| Spielbericht                                                                   | | |         |